# Valeria Bruni Tedeschi
Pour les articles homonymes, voir Bruni et Tedeschi.
Valeria Bruni Tedeschi est une actrice, scénariste et réalisatrice italienne et française, née le 16 novembre 1964 à Turin.
Elle a notamment reçu le César du meilleur espoir féminin en 1994 pour Les gens normaux n'ont rien d'exceptionnel.

## Biographie

### Famille
Valeria Bruni Tedeschi est la petite-fille de Virginio Bruni Tedeschi, fondateur dans les années 1920, à Turin, de la CEAT - Cavi Elettrici e Affini Torino, très vite hissée au second rang des constructeurs de pneumatiques de la Péninsule. Virginio Bruni Tedeschi, juif italien, se convertit pendant la Seconde Guerre mondiale et épouse une catholique, quittant ainsi la communauté juive de Turin.
Valeria est la fille du compositeur d'opéra Alberto Bruni Tedeschi et de Marisa Borini, actrice et pianiste concertiste italienne. Elle est la sœur de Virginio Bruni-Tedeschi, marin et photographe, mort à Paris le 4 juillet 2006 des suites du sida et de Carla Bruni (elle est ainsi la belle-sœur de Nicolas Sarkozy).

### Jeunesse

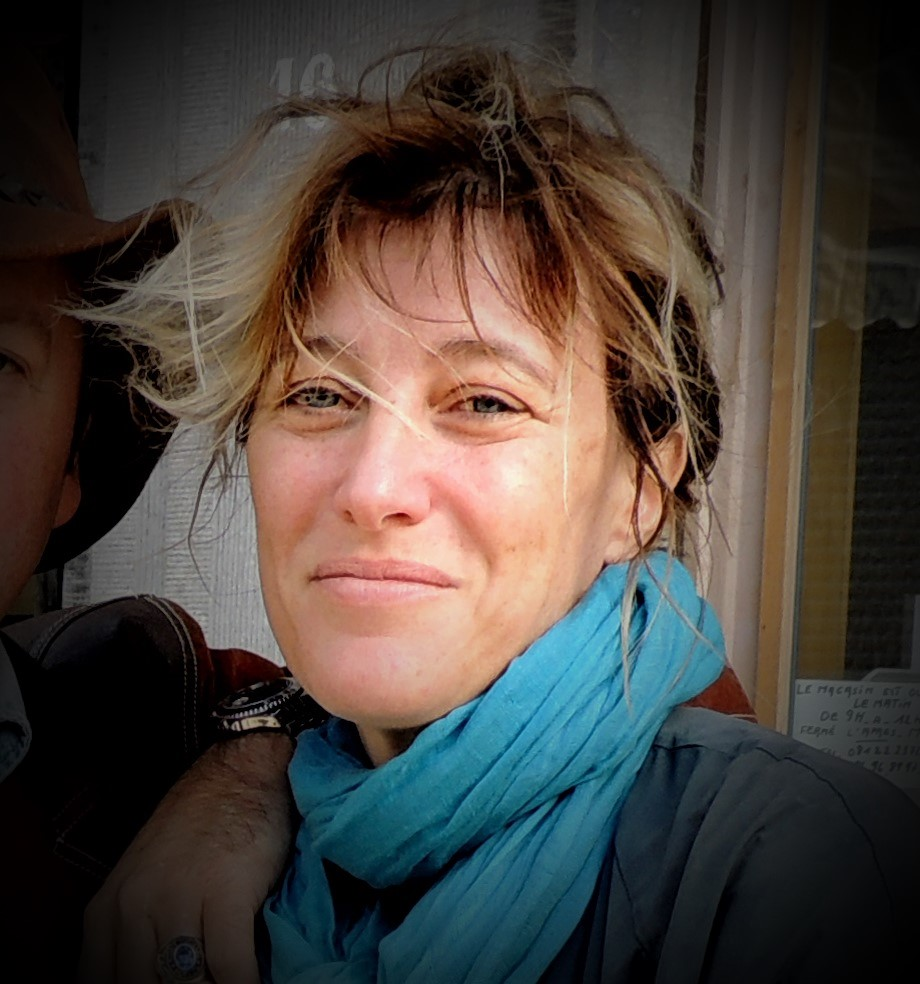
Valéria Bruni Tedeschi en 2013.

En 1973, alors qu'elle a neuf ans, sa famille quitte l'Italie pour la France par peur des enlèvements par les Brigades rouges. Continuant ses études au lycée italien Leonardo da Vinci, elle suit les cours de théâtre de Jean Darnel au théâtre de l’Atelier, ainsi que ceux de Blanche Salant au Centre américain et, après un an d'hypokhâgne, fréquente le cours de théâtre à l'école des Amandiers de Nanterre, de Pierre Romans et Patrice Chéreau avec Agnès Jaoui, Vincent Pérez, Marianne Denicourt, Bernard Nissille.

### Carrière
En 1983, elle joue, à la télévision et au théâtre, avec Paolino, la juste cause et la bonne raison inspiré d'une composition musicale de son père, adapté pour la télévision par le réalisateur François Reichenbach et, au théâtre, avec la pièce Platonov d'Anton Tchekhov mise en scène par Patrice Chéreau.
En 1985, elle tourne dans un film d'amateur Super-8 de 29 minutes de Jean-Paul Chabrier et Jean Robert Blain, Hanna Mandlikowa regardait ses poupées jouer au tennis, dans lequel elle tient le rôle principal.
En 1986, elle apparaît pour la première fois au cinéma dans Paulette, la pauvre petite milliardaire de Claude Confortès. En 1987, Patrice Chéreau lui offre son premier vrai rôle dans son film Hôtel de France tourné avec les élèves de l'École des amandiers.
En 1993, elle joue dans Les gens normaux n'ont rien d'exceptionnel, de Laurence Ferreira Barbosa, pour lequel elle obtient le César du meilleur espoir féminin (1994). En 1996, elle joue dans La Seconde Fois de son compagnon d'alors Mimmo Calopresti, film qui reçoit plusieurs prix en Italie. En 1997, en coécrivant les dialogues du film Mots d'amour avec Mimmo Calopresti, elle prend goût à l'écriture de scénario. Cinq ans plus tard, elle écrit et réalise un film aux aspects autobiographiques, Il est plus facile pour un chameau..., qui lui vaut le prix Louis-Delluc du premier film 2003.
En 2004, elle est membre du jury de la 54e Berlinale, présidé par Frances McDormand. En 2007, elle signe un second film dans la même veine, Actrices, récompensé d'un prix spécial à la section dérivée de la sélection officielle, Un certain regard, à Cannes.
En 2013, elle présente Un château en Italie, son troisième long métrage comme réalisatrice, en compétition au 66e festival de Cannes. Peu après, elle est membre du jury lors du festival de Saint-Sébastien 2013. En 2014, elle obtient un troisième David di Donatello de la meilleure actrice en Italie grâce à son interprétation dans Les Opportunistes (Il capitale umano) de Paolo Virzì. Elle avait déjà obtenu cette récompense en 1996 pour La Seconde Fois et, en 1998, pour Mots d'amour, tous deux réalisés par Mimmo Calopresti.
En décembre 2015, elle est membre du jury des courts métrages du 15e festival international du film de Marrakech, présidé par Joachim Lafosse. En 2017, elle reçoit un quatrième David di Donatello de la meilleure actrice pour son rôle dans Folles de joie (La pazza gioia).
En mai 2022, son film Les Amandiers est sélectionné en compétition officielle au Festival de Cannes. L'année suivante, le film reçoit 7 nominations à la 48e cérémonie des César, dont celles du meilleur film et du meilleur scénario original, et vaut le César du meilleur espoir féminin à Nadia Tereszkiewicz.

### Engagement
En septembre 2018, à la suite de la démission de Nicolas Hulot, elle signe avec Juliette Binoche la tribune contre le réchauffement climatique intitulée « Le plus grand défi de l'histoire de l'humanité », qui paraît en une du journal Le Monde, avec pour titre L'appel de 200 personnalités pour sauver la planète.

### Vie privée
Dans les années 1990, elle est la compagne de Mimmo Calopresti.
De 2007 à 2012, elle est la compagne de l'acteur Louis Garrel (leur relation a commencé sur le tournage d'Actrices). Ensemble, ils adoptent en mars 2009, une fillette d'origine sénégalaise prénommée Oumy, alors âgée de quatre mois.
En 2022, elle est en couple avec Sofiane Bennacer, l'un des acteurs principaux de son film Les Amandiers sorti en novembre 2022. Son compagnon est mis en examen en octobre, accusé de viols sur deux de ses anciennes compagnes et de violences sur une troisième,. Une quatrième plainte a été déposée par une autre ex-compagne qui dénonce des faits de viol.

## Filmographie

### Actrice

#### Cinéma

##### Années 1980
- 1985 : Hana Mandlíková regardait ses poupées jouer au tennis (court métrage) de Jean-Paul Chabrier et Jean-Robert Blain : Anna
- 1986 : Paulette, la pauvre petite milliardaire de Claude Confortès : la saxophoniste
- 1987 : L'Amoureuse de Jacques Doillon : Vanessa
- 1987 : Hôtel de France de Patrice Chéreau : Sonia
- 1988 : Bisbille (court métrage) de Roch Stéphanik : la jeune fille
- 1989 : J'écris dans l'espace (documentaire) de Pierre Étaix
- 1989 : Histoire de garçons et de filles (Storia di ragazzi e di ragazze) de Pupi Avati : Valeria

##### Années 1990
- 1990 : Dis-moi oui, dis-moi non (court métrage) de Noémie Lvovsky : Cécile
- 1990 : La Baule-les-Pins de Diane Kurys : Odette
- 1990 : Un sale quart d'heure pour l'art (court métrage) d'Éric Bitoun
- 1990 : Fortune Express d'Olivier Schatzky : Corinne
- 1991 : L'Homme qui a perdu son ombre d'Alain Tanner : Anne
- 1992 : Les Aphrorécits (court métrage) de Caroline Sarrion : Anne
- 1992 : Agnes de Giorgio Milanetti
- 1992 : Les gens normaux n'ont rien d'exceptionnel de Laurence Ferreira Barbosa : Martine
- 1993 : Condannato a nozze de Giuseppe Piccioni : Gloria
- 1993 : Quand Fred rit (court métrage) de Corine Blue : Gloria
- 1994 : La Reine Margot de Patrice Chéreau : deuxième escadron volant
- 1994 : Le Livre de cristal de Patricia Plattner : Julia Portal
- 1994 : Oublie-moi de Noémie Lvovsky : Nathalie
- 1995 : 3000 Scénarios contre un virus : Poisson rouge (court métrage) de Cédric Klapisch : la jeune fille
- 1995 : Montana Blues de Jean-Pierre Bisson : Stella
- 1995 : La Seconde Fois (La seconda volta) de Mimmo Calopresti : Lisa Venturi
- 1996 : Mon homme de Bertrand Blier : Sanguine
- 1996 : Les Menteurs d'Élie Chouraqui : Daisy
- 1996 : Le Cœur fantôme de Philippe Garrel : la prostituée en rouge
- 1996 : Encore de Pascal Bonitzer : Aliette
- 1996 : Nénette et Boni de Claire Denis : la boulangère
- 1997 : Amour et Confusions de Patrick Braoudé : Michelle
- 1997 : J'ai horreur de l'amour de Laurence Ferreira Barbosa : apparition
- 1997 : A Casa de Sharunas Bartas : la femme aux marionnettes
- 1998 : On a très peu d'amis de Sylvain Monod : Michèle
- 1998 : Ceux qui m'aiment prendront le train de Patrice Chéreau : Claire
- 1998 : Mots d'amour (La parola amore esiste) de Mimmo Calopresti : Angela
- 1999 : La Nourrice (La balia) de Marco Bellocchio : Vittoria Mori
- 1999 : Au cœur du mensonge de Claude Chabrol : la commissaire Frédérique Lesage
- 1999 : Rien dire (court métrage) de Vincent Perez : Emmanuelle
- 1999 : La vie ne me fait pas peur de Noémie Lvovsky : la mère d'Émilie
- 1999 : Rien à faire de Marion Vernoux : Marie Del Sol

##### Années 2000
- 2000 : Scénarios sur la drogue : Drugstore (court métrage) de Marion Vernoux
- 2000 : Les Cendres du paradis de Dominique Crèvecœur : Anna
- 2000 : Voci de Franco Giraldi : Michela
- 2001 : Le Lait de la tendresse humaine de Dominique Cabrera : Josiane
- 2001 : L'inverno de Nina Di Majo : Marta
- 2002 : Peau d'ange de Vincent Perez : l'avocate
- 2002 : Ten Minutes Older - The Cello, segment Histoire d'eaux de Bernardo Bertolucci
- 2002 : Ah ! si j'étais riche de Michel Munz : Alice, la femme d'Aldo
- 2003 : La Felicita, le bonheur ne coûte rien (La felicità non costa niente) de Mimmo Calopresti : Carla
- 2003 : Il est plus facile pour un chameau... de Valeria Bruni Tedeschi : Federica
- 2003 : La vita come viene (it) de Stefano Incerti : Paola
- 2003 : Les Sentiments de Noémie Lvovsky : la jeune mère
- 2004 : 5x2 de François Ozon : Marion
- 2005 : Crustacés et Coquillages d'Olivier Ducastel et Jacques Martineau : Béatrix
- 2005 : Quartier VIP de Laurent Firode : Claire
- 2005 : Le Temps qui reste de François Ozon ; Jany
- 2005 : Tickets, segment d'Ermanno Olmi : l'assistante du professeur
- 2005 : Munich de Steven Spielberg : Sylvie
- 2005 : Un couple parfait de Nobuhiro Suwa : Marie
- 2006 : Une grande année (A Good Year) de Ridley Scott : Nathalie Auzet, avocate en Provence
- 2007 : Faut que ça danse ! de Noémie Lvovsky : Sarah
- 2007 : Actrices de Valeria Bruni Tedeschi : Marcelline
- 2007 : L'abbuffata de Mimmo Calopresti : Amélie
- 2008 : Le Grand alibi de Pascal Bonitzer : Esther Bachmann
- 2009 : Les Regrets de Cédric Kahn : Maya

##### Années 2010
- 2010 : Les Mains en l'air de Romain Goupil : Cendrine
- 2010 : Encore un baiser (Baciami ancora) de Gabriele Muccino : Adele
- 2012 : Padroni di casa d'Edoardo Gabbriellini : Moira Mieli
- 2013 : Viva la libertà de Roberto Andò : Danielle
- 2013 : Un château en Italie de Valeria Bruni Tedeschi : Louise Rossi Levi
- 2013 : Les Opportunistes (Il capitale umano) de Paolo Virzì : Carla Bernaschi
- 2014 : Terre battue de Stéphane Demoustier : Laura
- 2014 : Saint Laurent de Bertrand Bonello : Madame Duzer
- 2014 : Les Jours venus de Romain Goupil : Madame Goupil, la banquière
- 2014 : La buca de Daniele Ciprì : Carmen
- 2015 : Latin Lover de Cristina Comencini : Stéphanie
- 2015 : Asphalte de Samuel Benchetrit : l'infirmière
- 2016 : Folles de joie (La pazza gioia) de Paolo Virzì : Beatrice Morandini Valdirana
- 2016 : Ma Loute de Bruno Dumont : Isabelle Van Peteghem
- 2017 : Un beau soleil intérieur de Claire Denis : la femme du voyant
- 2018 : Les Estivants de Valeria Bruni Tedeschi : Anna
- 2019 : Seules les bêtes de Dominik Moll : Evelyne Ducat
- 2019 : Aspromonte: La terra degli ultimi (it) de Mimmo Calopresti : Giulia Tedeschi

##### Années 2020
- 2020 : Été 85 de François Ozon : Madame Gorman
- 2020 : Gli indifferenti de Leonardo Guerra Seràgnoli (it) : Mariagrazia
- 2021 : Cette musique ne joue pour personne de Samuel Benchetrit : Katia
- 2021 : Les Amours d'Anaïs de Charline Bourgeois-Tacquet : Émilie
- 2021 : La Fracture de Catherine Corsini : Raf
- 2022 : Enquête sur un scandale d'État de Thierry de Peretti : la procureure de la République
- 2022 : La Ligne d'Ursula Meier : Christina
- 2022 : Le pupille, court métrage d'Alice Rohrwacher : Rosa
- 2023 : Te l'avevo detto de Ginevra Elkann : Gianna
- 2024 : Il n'y a pas d'ombre dans le désert de Yossi Aviram : Anna
- 2024 : Une vie rêvée de Morgan Simon : Nicole
- 2024 : L'Attachement de Carine Tardieu : Sandra
- 2025 : Duse de Pietro Marcello : Eleonora Duse
- 2025 : Chien 51 de Cédric Jimenez

#### Télévision
- 1989 : Les Jupons de la révolution : Marat (téléfilm) de Maroun Bagdadi : Angelica Kaufman
- 1989 : Condorcet de Michel Soutter (mini série) : la reine
- 1992 : Sandra, c'est la vie (téléfilm) de Dominique Othenin-Girard : Véronique
- 1992 : Haute tension : Les Mauvais instincts (téléfilm) d'Alain Tasma : Patricia
- 1993 : Une femme pour moi (téléfilm) d'Arnaud Sélignac : Victoria
- 1997 : Petites (téléfilm) de Noémie Lvovsky : la mère d'Émilie
- 2011 : Roses à crédit d'Amos Gitaï : Suzette, la femme de ménage
- 2013 : In Treatment (série télévisée) réalisé par Saverio Costanzo : Irène
- 2017 : Paris, etc. (série télévisée) de Zabou Breitman : Marianne

### Clip
- 2018 : À vous jusqu'à la fin du monde, clip de la chanson de Julien Clerc, réalisé par Michel Gondry

### Réalisatrice
- 2002 : Il est plus facile pour un chameau...
- 2007 : Actrices
- 2013 : Un château en Italie
- 2015 : Les Trois Sœurs (téléfilm)
- 2016 : Une jeune fille de 90 ans (documentaire) corélaisé avec Yann Coridian
- 2018 : Les Estivants
- 2022 : Les Amandiers

## Théâtre
- 1983 : Monsieur de Pourceaugnac de Molière, mise en scène Nicolas Marié
- 1987 : Penthésilée de Heinrich von Kleist, mise en scène Pierre Romans, Festival d'Avignon, théâtre Nanterre-Amandiers
- 1987 : Catherine de Heilbronn de Heinrich von Kleist, mise en scène Pierre Romans, Festival d'Avignon, théâtre Nanterre-Amandiers
- 1987 : Platonov d'Anton Tchekhov, mise en scène Patrice Chéreau, Festival d'Avignon, théâtre Nanterre-Amandiers : Sophia
- 1988 : Chroniques d'une fin d'après-midi spectacle composé de fragments d'œuvres d'Anton Tchekhov, mise en scène Pierre Romans, Festival d'Avignon : Nina Mikhaïlovna Zaretchnaïa
- 1999 : Un mois à la campagne d'Ivan Tourgueniev, mise en scène Yves Beaunesne, théâtre de l'Athénée
- 2009 : Je t'ai épousée par allégresse de Natalia Ginzburg, mise en scène Marie-Louise Bischofberger, théâtre de la Madeleine
- 2010 : Rêve d'automne de Jon Fosse, mise en scène Patrice Chéreau, musée du Louvre, Centre national de création d'Orléans, théâtre de la Ville
- 2011 : Rêve d'automne de Jon Fosse, mise en scène Patrice Chéreau, tournée, Le Grand T Nantes, deSingel Anvers, théâtre du Nord, Stadsschouwburg Amsterdam, Piccolo Teatro, TAP Poitiers, TNB, Wiener Festwochen Vienne, La Criée
- 2015 : Les Larmes amères de Petra von Kant de Rainer Werner Fassbinder, mise en scène Thierry de Peretti, théâtre de l'Œuvre
- 2019 : La Trilogie de la vengeance, texte et mise en scène Simon Stone, théâtre de l'Odéon

## Distinctions

### Récompenses
- Festival international du film de Thessalonique 1994 : meilleure actrice pour Oublie-moi
- Prix Michel-Simon 1994 pour Les gens normaux n'ont rien d'exceptionnel
- César du cinéma 1994 : Meilleur espoir féminin pour Les gens normaux n'ont rien d'exceptionnel
- David di Donatello 1996 : Meilleure actrice pour La Seconde Fois (La Seconda volta)
- David di Donatello 1998 : Meilleure actrice pour Mots d'amour
- Prix Louis-Delluc 2003 : Meilleur premier film pour Il est plus facile pour un chameau...
- Festival de Cannes 2007 : Prix spécial du jury Un certain regard pour Actrices
- David di Donatello 2014 : Meilleure actrice principale pour Les Opportunistes (Il capitale umano)
- Rubans d'argent 2016 : Meilleure actrice pour Folles de joie (La pazza gioia)
- David di Donatello 2017 : Meilleure actrice pour La pazza gioia[8]
- Prix René-Clair 2019 de l’Académie française : pour l'ensemble de son œuvre cinématographique
- Festival de Séville 2024 : mention spéciale du jury Rampa pour son interprétation dans Une vie rêvée[9]
- Festival du Film de Cabourg 2025: Swann d'or de la Meilleure Actrice pour L'Attachement

### Nominations
- César 1997 : meilleure actrice dans un second rôle pour Mon homme
- Lumières de la presse internationale 2010 : meilleure actrice dans Les Regrets
- Molières 2011 : Molière de la comédienne pour Rêve d’automne
- César 2017 : meilleure actrice dans un second rôle pour Ma Loute
- César 2021 : meilleure actrice dans un second rôle pour Été 85
- César 2022 : meilleure actrice pour La Fracture
- César 2023 : meilleur scénario original pour Les Amandiers

## Décoration
- Officière de l'ordre des Arts et des Lettres (2022)[10]